# Merozoite
Il  Merozoite  è un organismo che viene prodotto dal processo dello schizonte nella patologia parassitaria comunemente chiamata malaria.

## Processo
Durante il processo  di riproduzione asessuata del ciclo vitale del plasmodium, queste spore infettano i globuli rossi e possono accadere due cose:
- I merozoiti continuano la fase asessuata creando i trofozoiti e nuovamente la schizogonia, distruggendo i globuli rossi, propagando l'infezione.
- Trasformarsi in gameti e differenziare la fase da asessuale a sessuale

## Trattamento
I farmaci antimalarici possono curare queste infezioni.